# حدود أذربيجان

حدود الدولة لجمهورية أذربيجان هي خط يحدد حدود أراضي الدولة لجمهورية أذربيجان (الأرض والمياه والمساحة البرية والبحرية والجوية) والسطح العمودي الذي يمر عبر هذا الخط.تحدد حدود الدولة لجمهورية أذربيجان بقرارات مجلس السوفيات الأعلى لجمهورية أذربيجان.استبدال حدود الدولة لجمهورية أذربيجان لا يمكن حلها إلا من خلال الاستفتاء.حدود جمهورية أذربيجان، التي لا تغطيها الدول المجاورة، تحددها اتفاقية حكومية دولية.

## التشريعات عن حدود الدولة لجمهورية أذربيجان
يتكون التشريع على حدود الدولة لجمهورية أذربيجان من دستور جمهورية أذربيجان، وهذا القانون، وغيرها من القوانين التشريعية، والاتفاقات الحكومية الدولية لجمهورية أذربيجان.يبلغ طول حدود جمهورية أذربيجان 3360 كم، بما في ذلك 2648 كم من الحدود البرية و 816 كم من حدود المياه.

## الحدود مع الدول
- الحدود مع روسيا - 391 كيلومتر
- الحدود معجورجيا - 471 كيلومتر
- الحدود مع أرمينيا - 1007 كيلومتر
- الحدود مع تركيا - 15 كيلومتر
- الحدود مع إيران - 765 كيلومتر
- مشترك - 2649 كيلومتر[1]

## مبادئ حدود الدولة لجمهورية أذربيجان
عند تحديد حدود الدولة لجمهورية أذربيجان وتغيير خطها، وكذلك تسوية قضايا الحدود مع الدول المجاورة، تسترشد المبادئ التالية:
- ضمان الأمن القومي لجمهورية أذربيجان؛
- ضمان حرمة سيادة الدولة وسلامة أراضيها وحدودها على أراضي جمهورية أذربيجان؛
- التعاون الشامل على أساس التعاون متبادل المنفعة مع الدول المجاورة؛
- التسوية السلمية للنزاعات الحدودية.

## تعيين حدود الدولة لجمهورية أذربيجان
ما لم ينص على خلاف ذلك في الاتفاقيات الحكومية الدولية التي أبرمتها جمهورية أذربيجان، يتم تعريف حدود الدولة لجمهورية أذربيجان على النحو التالي:
- على الأرض - النقاط المحددة وخطوط الإغاثة، على مؤشرات واضحة واضحة.
- في بحر قزوين - على مشارف المياه الإقليمية لجمهورية أذربيجان.[2]
- في الأنهار (في الأنهار الصغيرة) -في وسط وسط أو وسط النهر؛
- في البحيرات والشلالات الأخرى - على خط مستقيم يربط بين نقطتي حدود جمهورية أذربيجان باتجاه شواطئ هذه البحيرة أو بحيرة أخرى.
- لا تتغير حدود الدولة لجمهورية أذربيجان على طول النهر (النهر الصغير) أو البحيرة أو مجرى مائي آخر عند تغير تكوين شواطئها أو موقع النهر (النهر الصغير)؛
- السكك الحديدية وجسور الطريق السريع على أجزاء الشريط الحدودي من القمر (الأنهار الصغيرة)

## إشراك حدود الدولة لجمهورية أذربيجان
تتميز حدود الدولة لجمهورية أذربيجان بعلامات واضحة في المنطقة.تحدد تشريعات جمهورية أذربيجان والمعاهدات بين الدول لجمهورية أذربيجان أشكال وأبعاد وقواعد العلامات الحدودية.

## مياه الإقليم لجمهورية أذربيجان
تشمل المياه الإقليمية لجمهورية أذربيجان ما يلي:
مياه بحر قزوين بين جمهورية أذربيجان وحدود الدول المجاورة؛
نهر الحدودي وخزانات أخرى من ساحل جمهورية أذربيجان إلى حدود الدولة مع الدولة الحدودية.

### المياه الداخلية لجمهورية أذربيجان
تشمل المياه الداخلية لجمهورية أذربيجان ما يلي:
حدود مياه الموانئ المحصورة بأبعد النقاط في المرافق الهيدرولوجية والمرافق الأخرى في موانئ جمهورية أذربيجان؛
شواطئ الخليج والخلجان التابعة لجمهورية أذربيجان بالكامل.